# 瀧光夫
瀧 光夫（たき みつお、1936年11月19日 - 2016年12月8日 ）は日本の建築家。広島県尾道市出身。1961年に京都大学大学院修士課程修了、1963年にコロンビア大学大学院を修了。国際万国博覧会・EXPO’70のワーキングスタッフを経て、1972年に東京にて瀧光夫建築・都市設計事務所を設立。1993年から2009年までは福山大学工学部建築学科教授を務めた。1998年に千里山第1噴水再整備計画に携わり、2005年からは阪急千里山駅周辺再開発計画に吹田市のアドバイザーとして携わった。
植物園や園芸建築など自然と人工物の造形を活かした建築設計で知られ、建築業協会賞や日本建築学会賞、公共建築賞などを受賞した。

## 受賞歴
愛知県緑化センターの設計で第18回建築業協会賞（1977年）と第5回日本建築家協会25年賞（2004年）、石川県林業展示館の設計で第25回建築業協会賞（1984年）と第2回公共建築賞（建設大臣表彰）（1990年）、水戸市植物公園をはじめとする一連の鑑賞温室の設計で日本造園学会賞（設計作品部門）（1988年）、シャープ労働組合研修レクレーションセンター「アイ・アイ・ランド」の設計で日本建築学会賞（作品部門）（1992年）、大和町古今伝授の里フィールドミュージアムの設計で第35回建築業協会賞（1994年）と第6回公共建築賞優秀賞（1994年）、東岡崎駅南口広場ガレリアプラザの設計で土木学会デザイン賞（2003年）を受賞。

## 主な著書
- 瀧光夫著「建築と緑」建築技術選書, 学芸出版社, 1992年, 232p.　｢建築と緑･改訂版」私家版、2008年、228ｐ.
- 環境デザイン研究会編著「環境デザイン : 体験・風土から建築・都市へ」学芸出版社, 1998年, 190p.